# La Grand'Place de Bruxelles
Pour les articles homonymes, voir Grand-Place de Bruxelles (homonymie).
 (juillet 2010).
Si vous disposez d'ouvrages ou d'articles de référence ou si vous connaissez des sites web de qualité traitant du thème abordé ici, merci de compléter l'article en donnant les références utiles à sa vérifiabilité et en les liant à la section « Notes et références ».
Pour plus de détails, voir Fiche technique et Distribution.
La Grand'Place de Bruxelles est un film documentaire belge de Gaston Schoukens de 1945 tourné en 16 mm en 1943 sur la Grand-Place de Bruxelles.

## Fiche technique
- Titre : La Grand'Place de Bruxelles
- Réalisateur : Gaston Schoukens
- Durée : 25 minutes
- Format : 16 mm
- Couleur : Noir et blanc
- Pays :  Belgique
- Genre : Film documentaire
- Année de sortie : 1945

## Argument
Au Moyen Âge, la Senne se divise à un certain endroit en plusieurs bras sur les rives desquelles se forment des petites agglomérations. La plus importante de celles-ci peut être considérée comme le berceau de Bruxelles. À l'époque actuelle, cette rivière coule rectifiée sous les grands boulevards du centre. Sur cette place se dressent l'Hôtel de ville et la Maison du Roi qui ont toute une histoire.